# Talca
Talca est une ville chilienne et la capitale de la région du Maule. Située à 250 kilomètres au sud de Santiago, la capitale du Chili, elle se trouve dans la zone centrale du pays. Talca est reconnue pour son patrimoine culturel et historique, ainsi que pour son importance économique. Elle constitue un centre majeur de production agricole, notamment pour les vignobles, les cultures fruitières et maraîchères. La ville accueille également plusieurs établissements universitaires, ce qui en fait un lieu important pour l'éducation et la recherche. Talca est la 12e ville du pays par sa population avec en 2017 un peu plus de 220 000 habitants.

## Étymologie
Le nom de Talca provient de la langue mapudungun, des mots thalca ou tralka, qui peuvent signifier 'éruption volcanique' ou 'lieu du son du tonnerre.

## Histoire
Talca est fondée en décembre 1692 par Tomás Marín de Poveda, gouverneur de la capitainerie générale du Chili, près d'une mine d'or appelée 'El Chivato'. Cependant, la ville ne se développe pas immédiatement, car les habitants préfèrent rester proches de leurs exploitations agricoles et de leurs activités quotidiennes. De plus, ils considèrent que le terrain choisi présente diverses difficultés.
Le 12 mai 1742, la ville est refondée à l’initiative du gouverneur José Antonio Manso de Velasco. Située un peu plus à l'ouest de sa fondation originale, elle est nommée "Villa San Agustín de Talca".

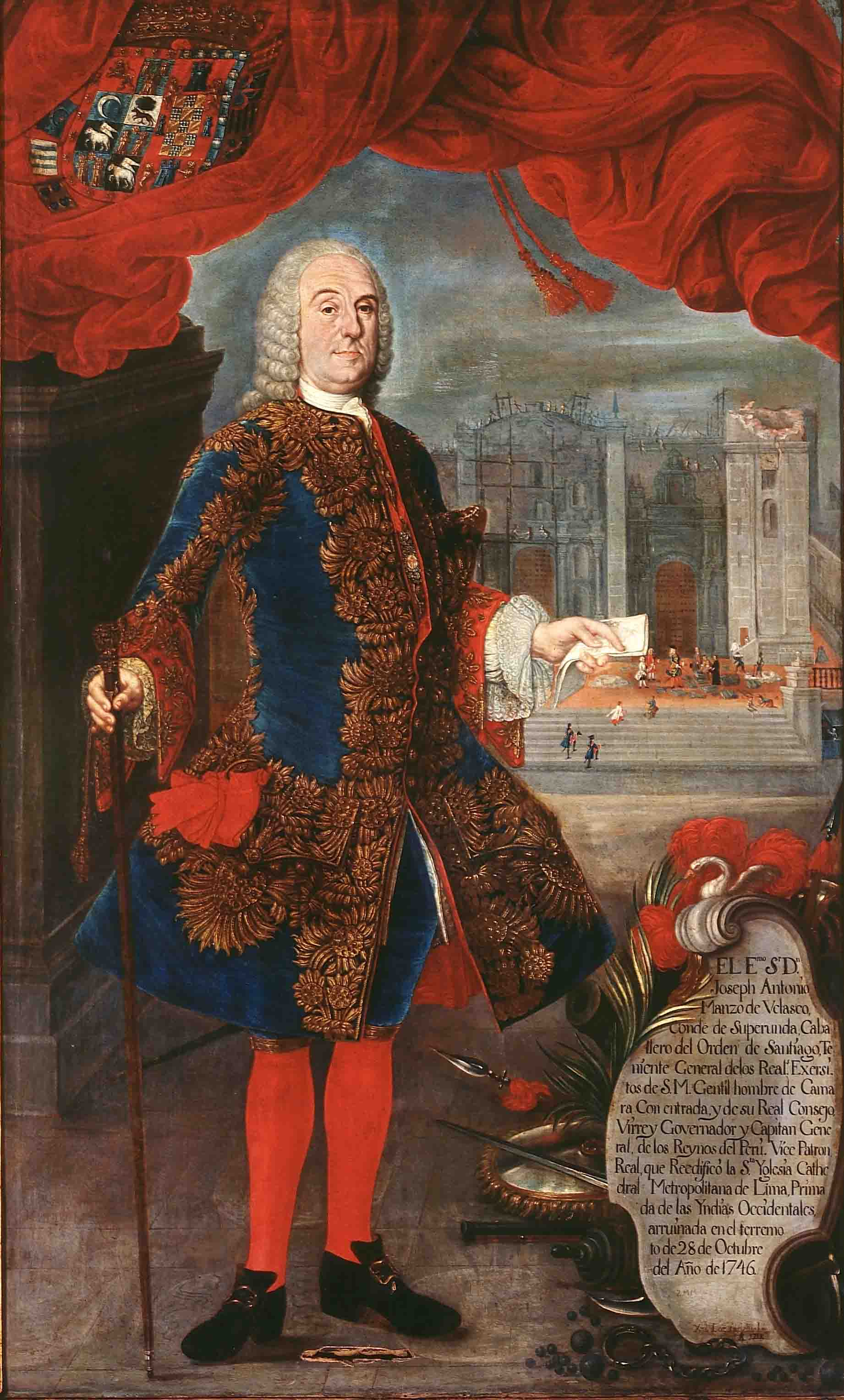
José Antonio Manso de Velasco

À proximité du centre-ville, les Augustins y avaient installé un couvent, dont il ne subsiste actuellement que quelques murs périphériques.
Sous l'impulsion et la diligence du Corrégidor de Talca, Don Vicente de la Cruz y Bahamonde (1789-1798), la ville obtient en 1796 son statut officiel et reconnaissance par le roi d'Espagne Charles IV. Talca reçoit alors l'appellation royale espagnole de "Muy Noble, Muy Leal", traduisible par "fort noble, fort loyal".
La jeune ville se développe avec des personnalités de l'époque coloniale qui vont œuvrer à l'uniformisation de la culture chilienne. Ils font de Talca un trait d'union civilisateur entre les deux grandes villes de l'époque, Santiago et Concepción. L'un de ces habitants est un immigrant génois Juan de la Cruz y Bernardotte, capitaine de marine et explorateur. Une autre personnalité marquante sera le savant et naturaliste Abbé Juan Ignacio Molina, né en 1742. Il laisse en héritage , avec les frères Cruz Bahamonde, la construction d'un lycée pour la ville.

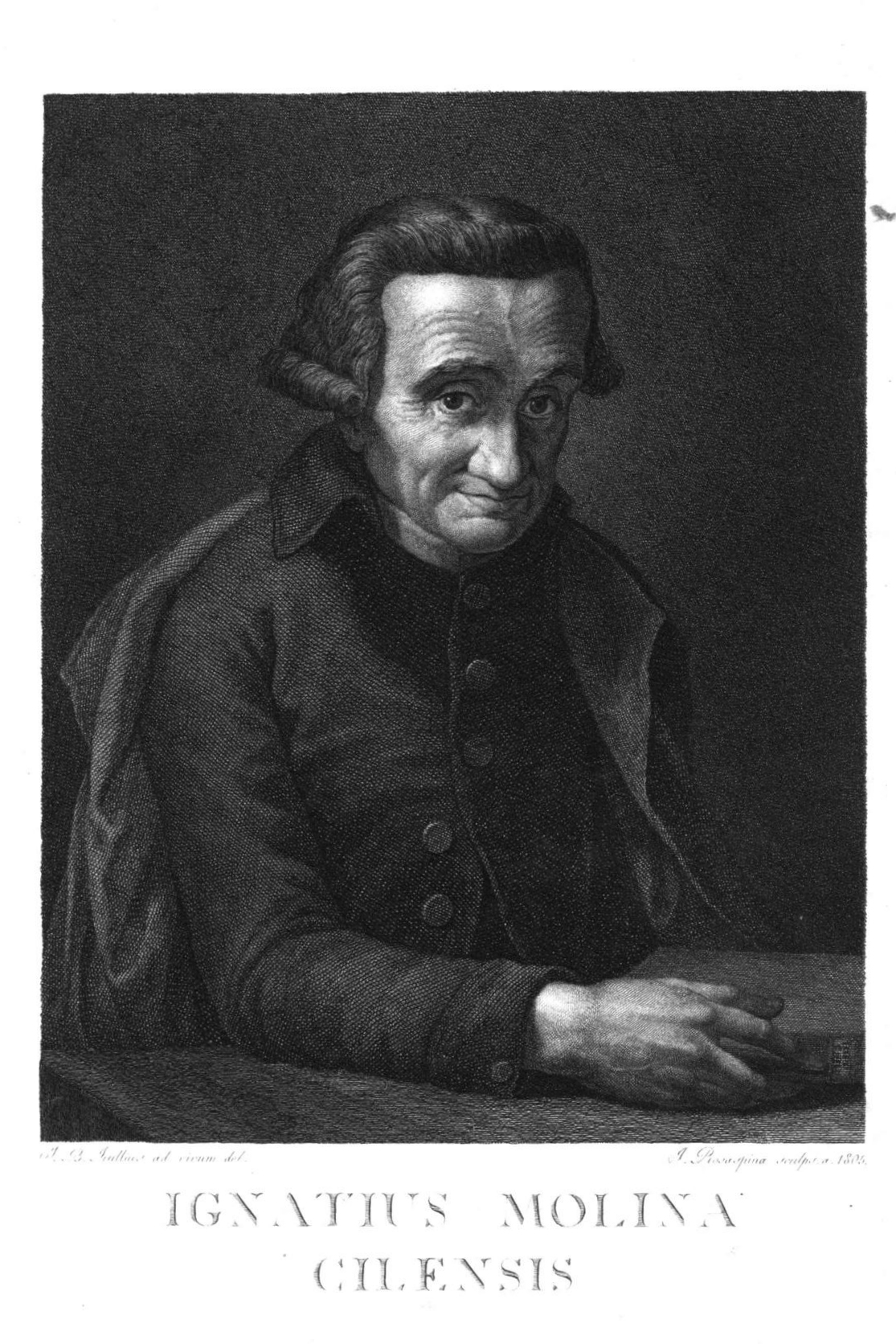
Juan Ignacio Molina - Gravure de Francesco Rosaspina (1762-1841)

Le commerçant portugais Juan Albano Pereira Márquez a également vécu dans cette cité. Il a été parrain de Bernardo O'Higgins, héros de l'indépendance du Chili qu'il aura hébergé pendant plusieurs années de son enfance.
La ville connait à cette époque une prospérité dans le domaine agricole, en particulier dans le commerce des céréales avec Constitución, ville au bord de l'océan pacifique, reliée à Talca par le fleuve Maule.
La ville est l'un des symboles de l'indépendance du Chili : c'est là que le général Bernardo O'Higgins a signé la déclaration d’indépendance du pays, en 1818. La ville fut en partie détruite lors des tremblements de terre de 1928 et de 2010. La ville se trouve d'ailleurs à proximité de l’épicentre de ce dernier séisme, d'une magnitude de 8.8, et les dégâts ont été considérables puisqu'une grande partie du centre historique a été anéantie.

## Géographie
La ville est située dans la Vallée Centrale, une vallée qui s'étend sur une grande partie du territoire continental du Chili, et qui se trouve dans l'espace entre la Cordillère de la Côte à l'ouest et celle des Andes à l'est.
La ville, traversée de part en part par la Route panaméricaine, se trouve à 250 km au sud de Santiago du Chili, et au sud de la confluence entre la Lircay et le Claro, dans la Vallée Centrale.
La commune de Talca s'étend sur 231,5 km2.

### Climat
Talca bénéficie d'un climat méditerranéen avec des étés chauds et des hivers humides, bien que le contraste soit plus marqué que pour les villes côtières comme Valparaiso ou Concepcion.
| Mois                                            | jan. | fév. | mars | avril | mai  | juin  | jui.  | août | sep. | oct. | nov. | déc. | année |
| ----------------------------------------------- | ---- | ---- | ---- | ----- | ---- | ----- | ----- | ---- | ---- | ---- | ---- | ---- | ----- |
| Température minimale moyenne (°C)               | 13,1 | 12   | 10,4 | 7,9   | 6,6  | 5,8   | 4,4   | 4,2  | 6,6  | 8,5  | 10,9 | 13,1 | 8,6   |
| Température moyenne (°C)                        | 22   | 19,8 | 18,2 | 14,1  | 10,8 | 8,7   | 8,2   | 9,5  | 11,6 | 14,6 | 17,4 | 20,5 | 14,6  |
| Température maximale moyenne la plus haute (°C) | 31,3 | 30,7 | 27,1 | 22,1  | 17,5 | 12,9  | 13,5  | 15,1 | 18,3 | 22,1 | 24,6 | 29,2 | 22    |
| Précipitations (mm)                             | 7,2  | 4,4  | 13,8 | 36,4  | 123  | 160,8 | 137,6 | 92,8 | 55   | 31,1 | 15,8 | 11,4 |       |

## Démographie
En 2017, la population de Talca s'élevait à 220 357 habitants. La superficie de la commune est de 232 km2.

## Économie

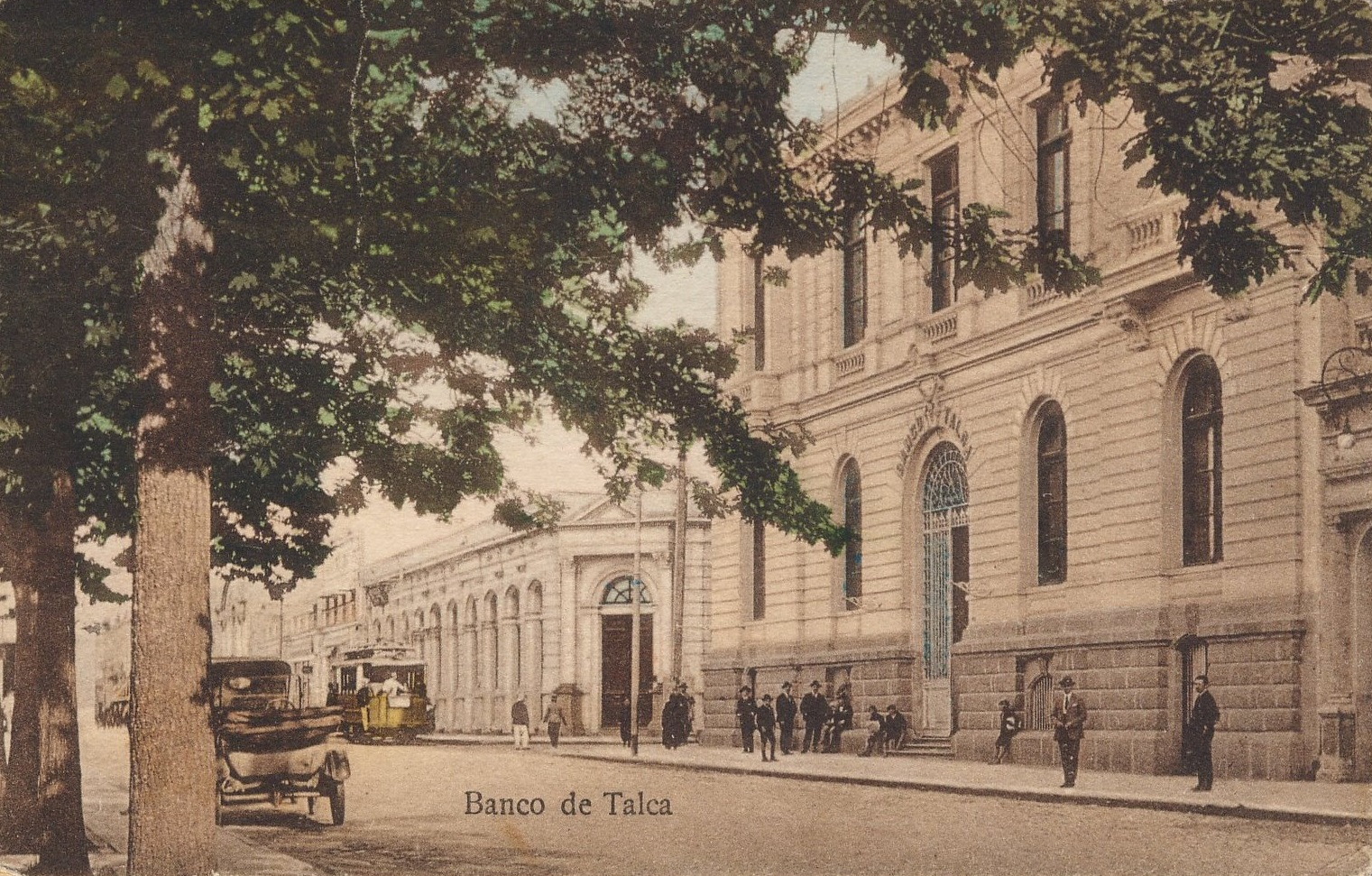
Banque de Talca avant le séisme de 1928

Talca se trouve au cœur d'une région de vignobles et de maraîchage, ce qui fait du marché de la ville l'un des mieux achalandés du pays. Les fruits et légumes sont conditionnés par les conserveries, qui forment la principale activité industrielle de Talca.
La ville est desservie par la route panaméricaine, qui est la principale artère reliant le nord et le sud du Chili. Talca possède une université et compte trois journaux : El Maule, La Prensa et El Centro.

## Religion
La ville est le siège du diocèse de Talca à la cathédrale Saint-Augustin.

## Personnalités liées
- Carmen Arriagada (1807-1888), écrivaine chilienne, morte à Talca.
- Ángela Jeria, archéologue chilienne, mère de Michelle Bachelet

## Galerie

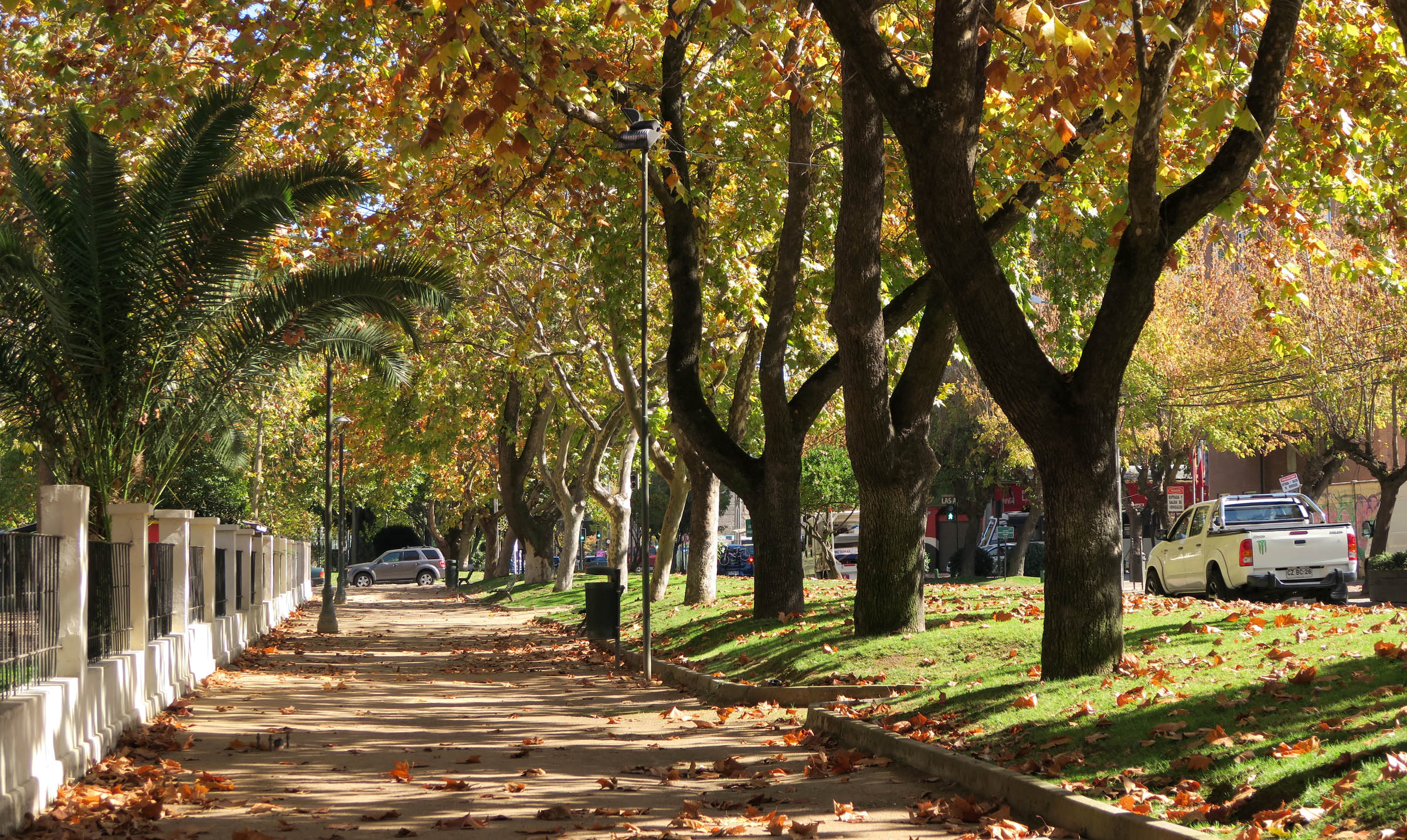
Avenue Alameda
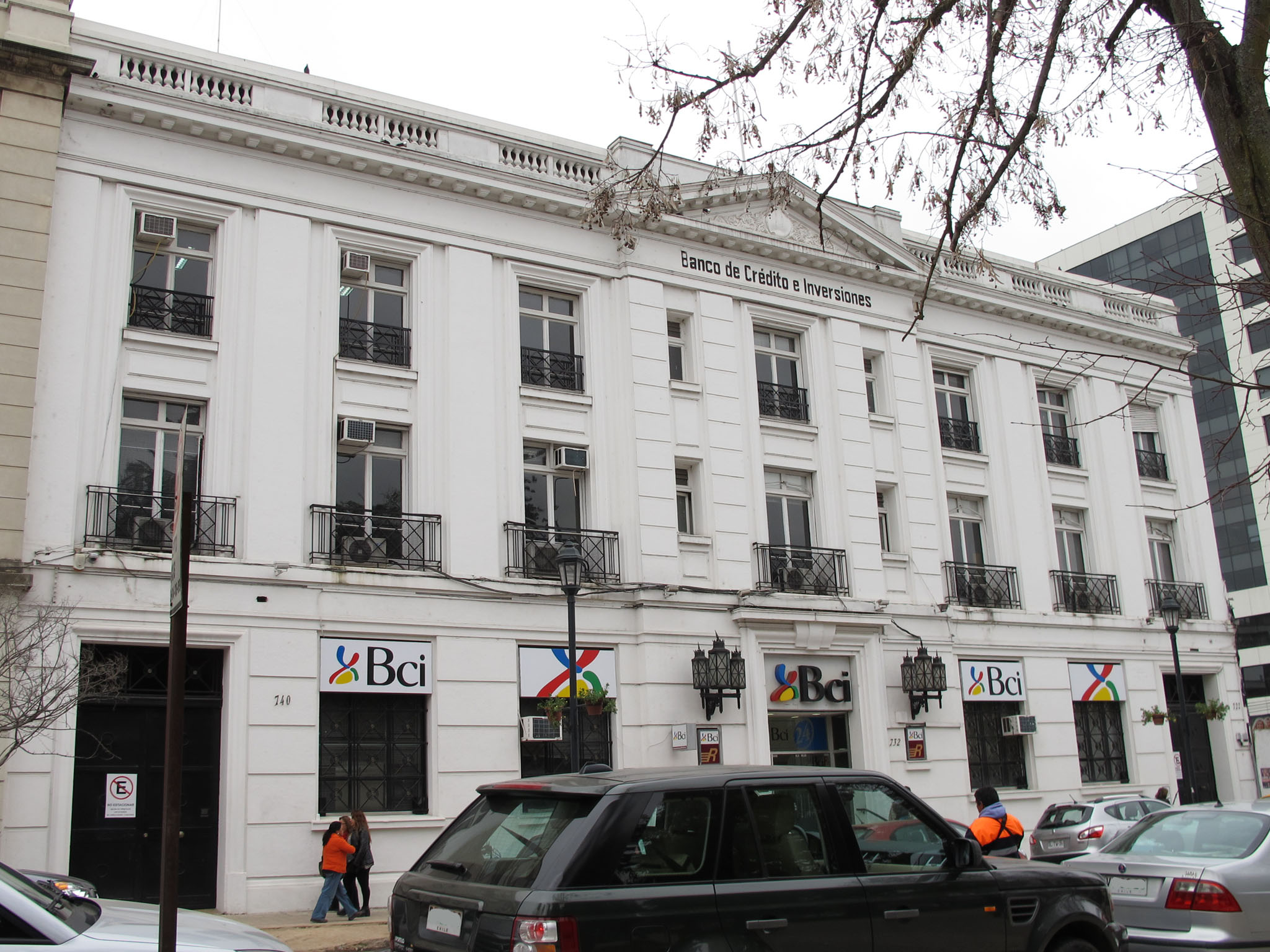
Banque BCI
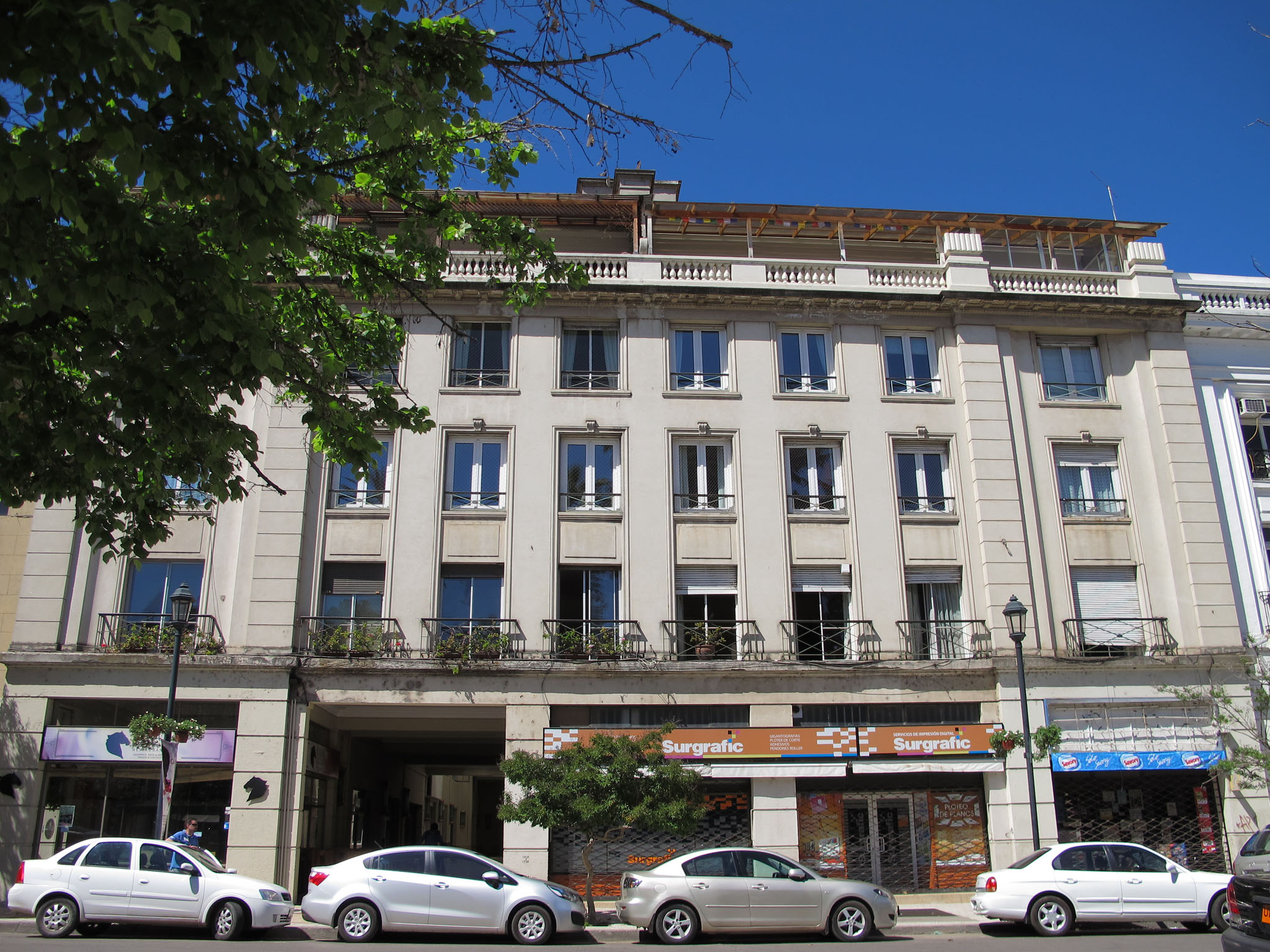
Bâtiment en face de la Place d'Armes
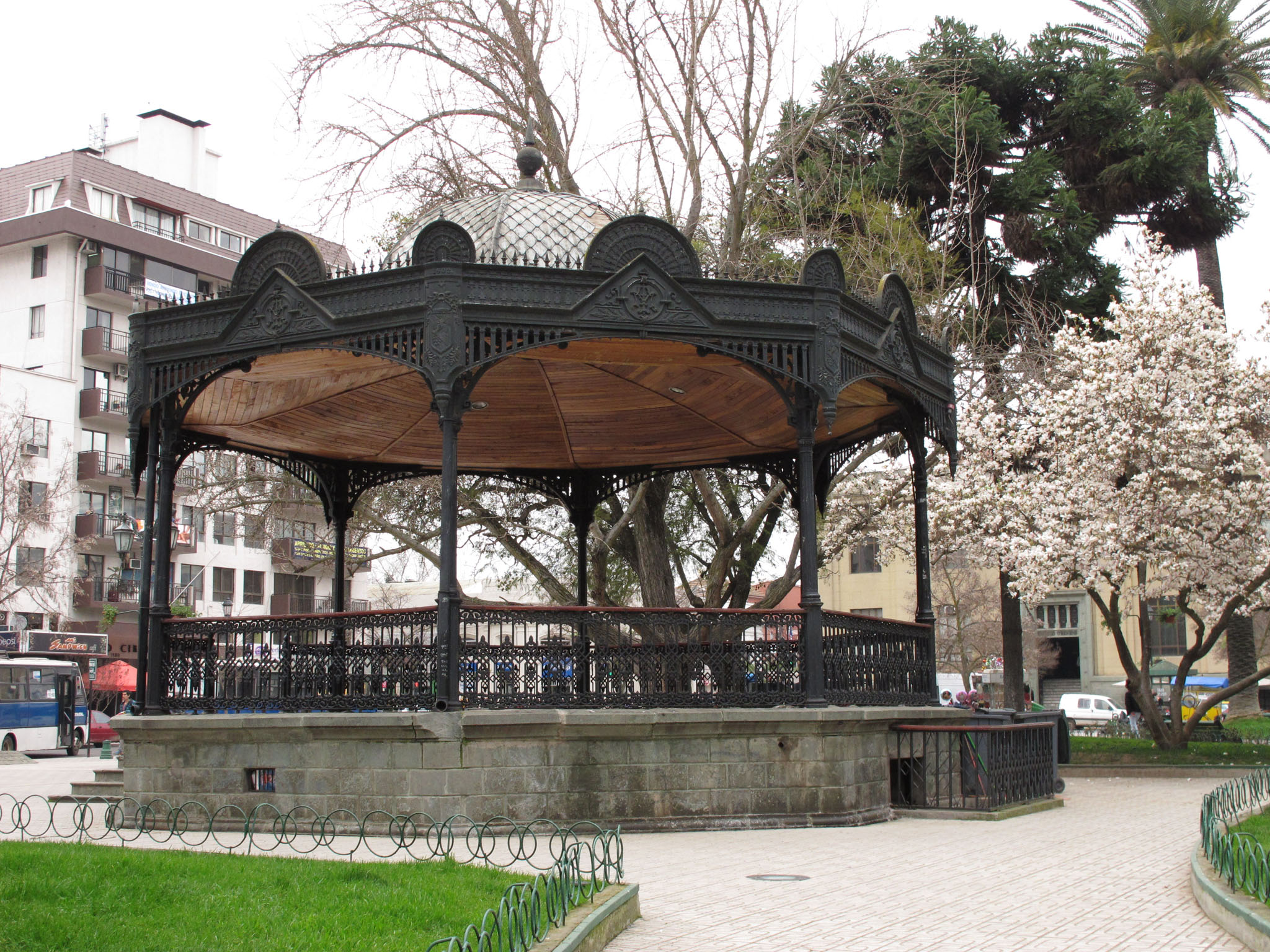
Place d'Armes
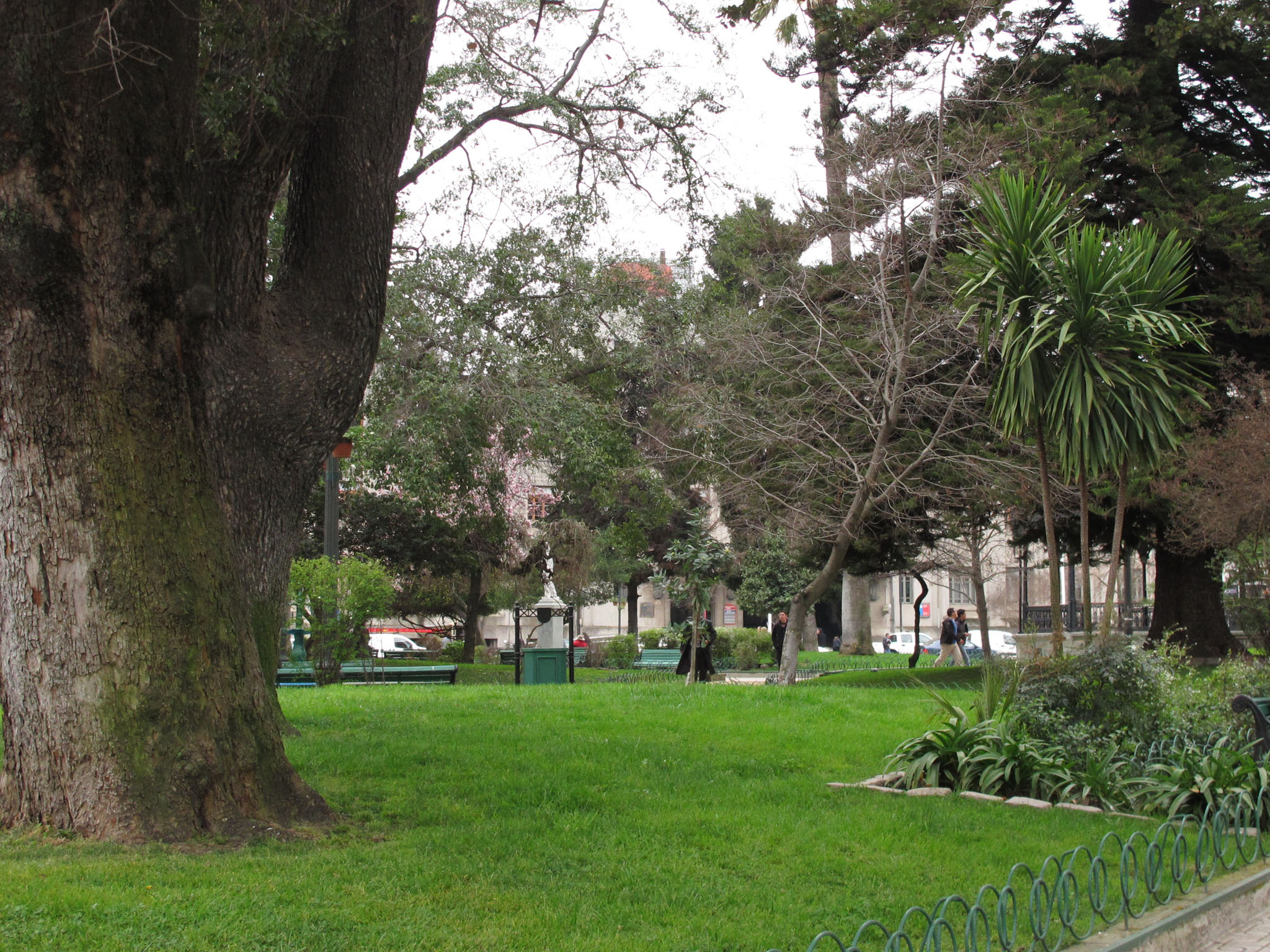
Place d'Armes
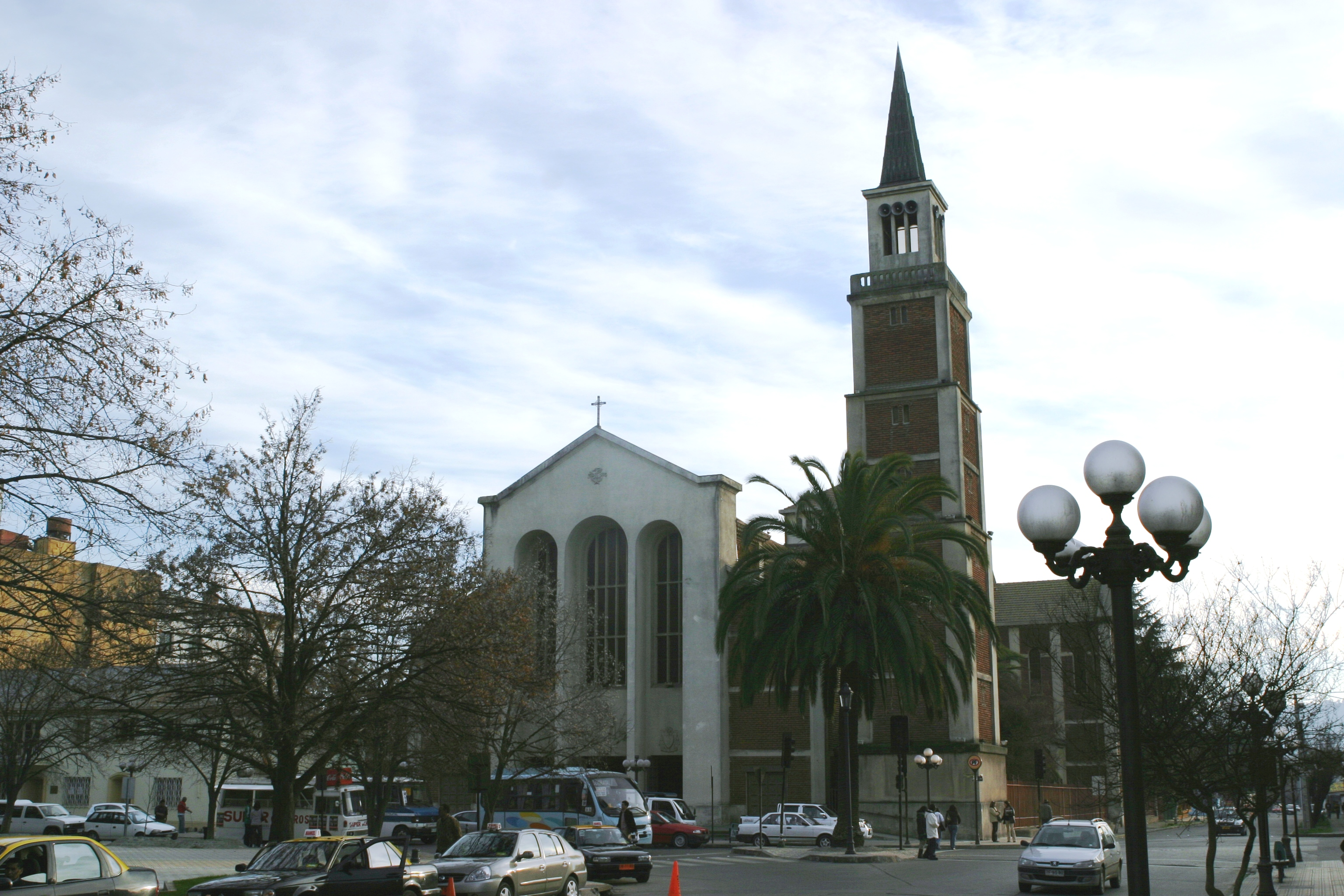
Cathédrale Saint-Augustin.
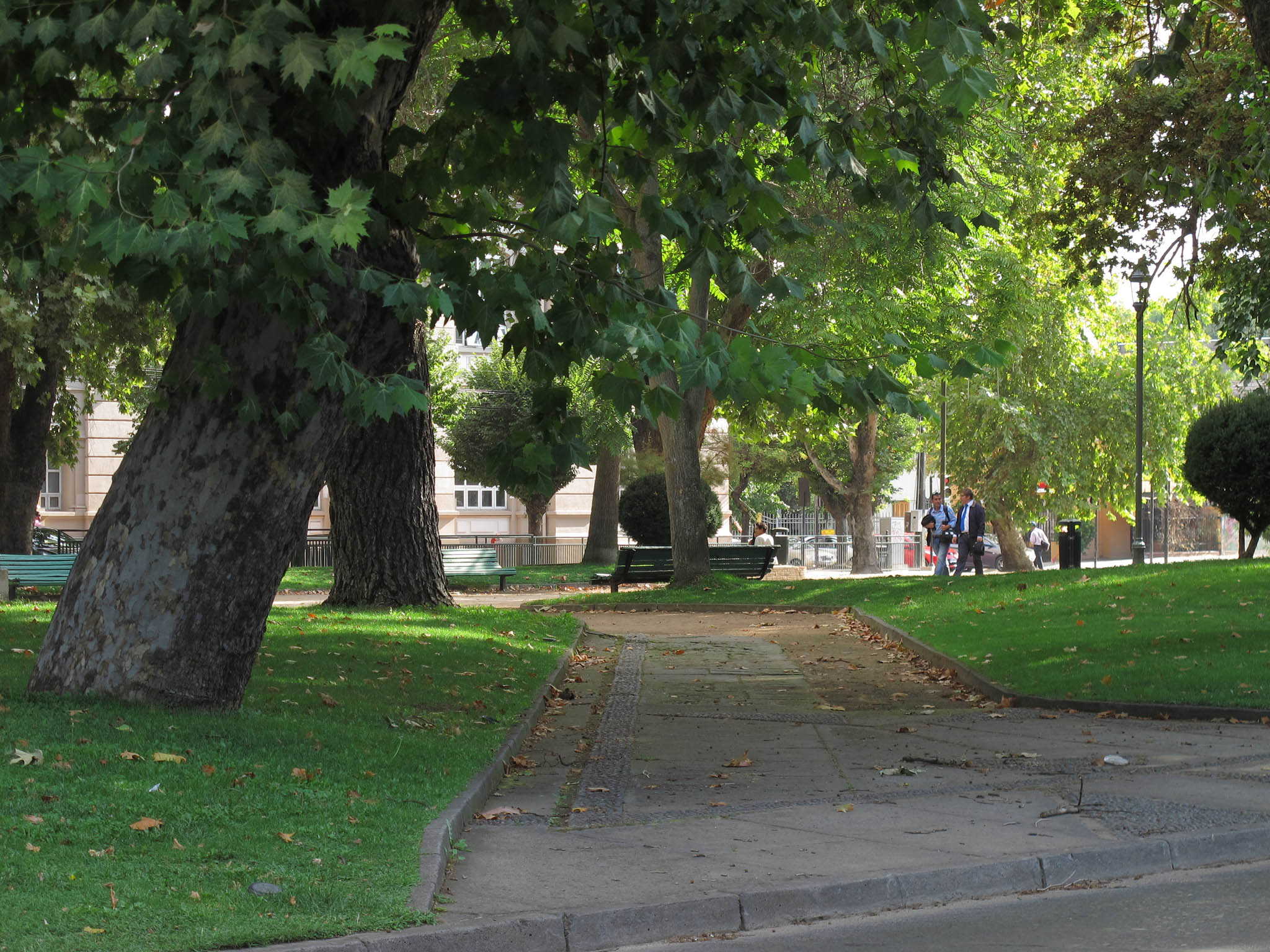
Avenue Alameda
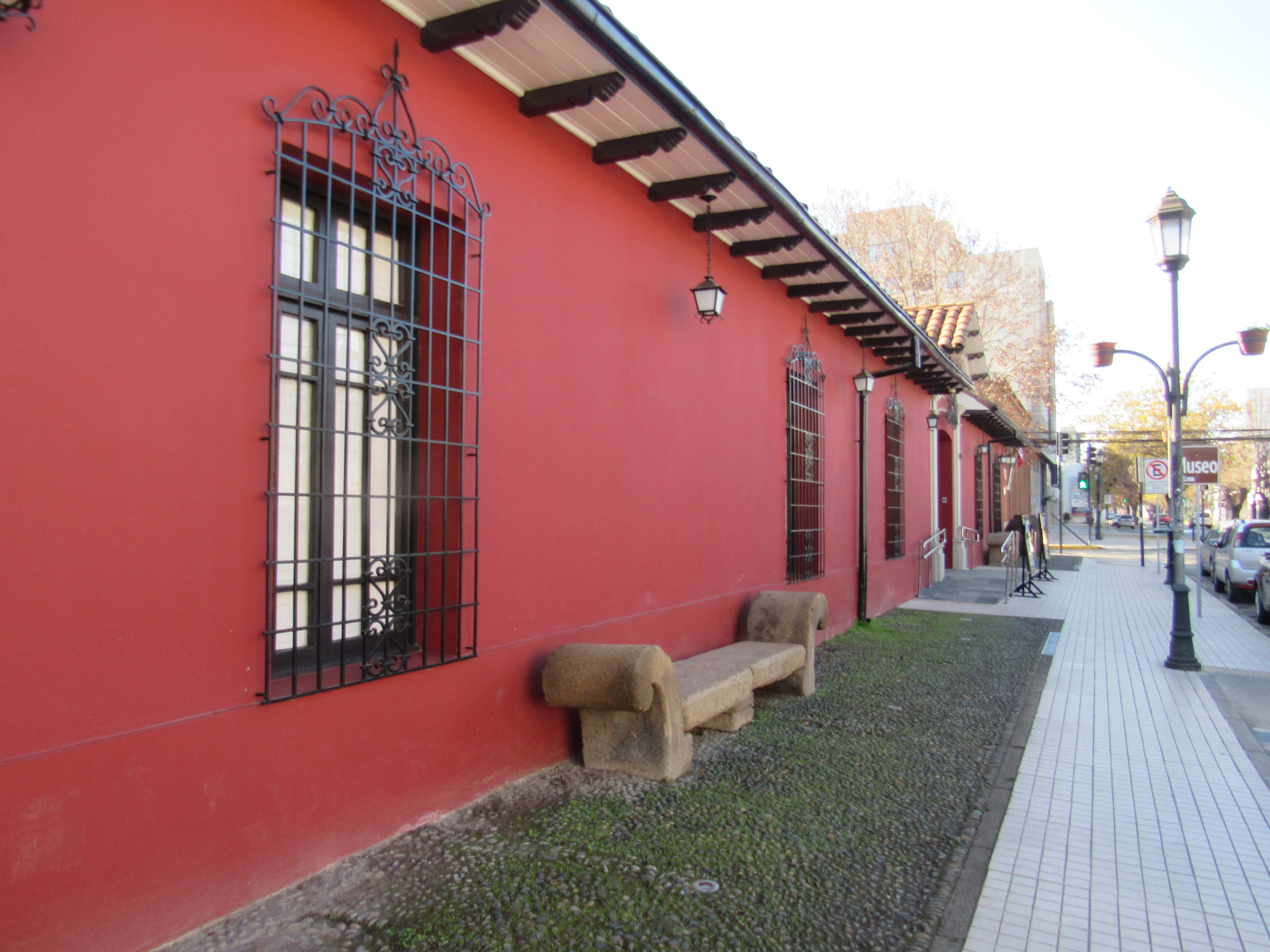
Museo O´Higginiano y de Bellas Artes de Talca
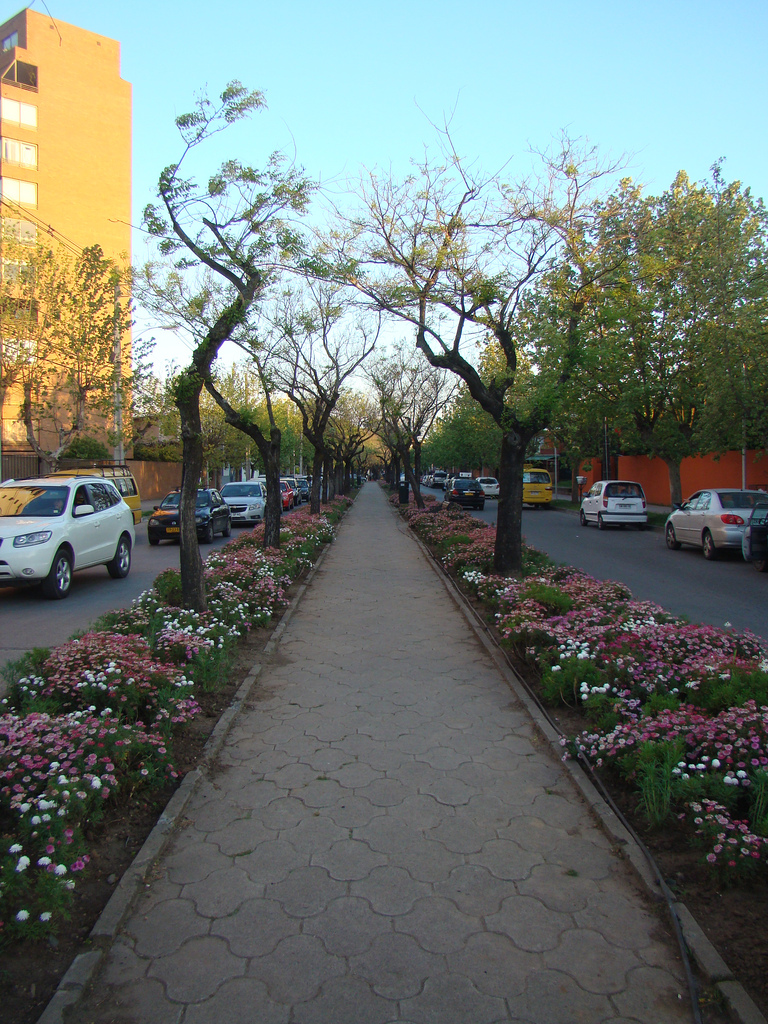
Avenue Isidoro del Solar
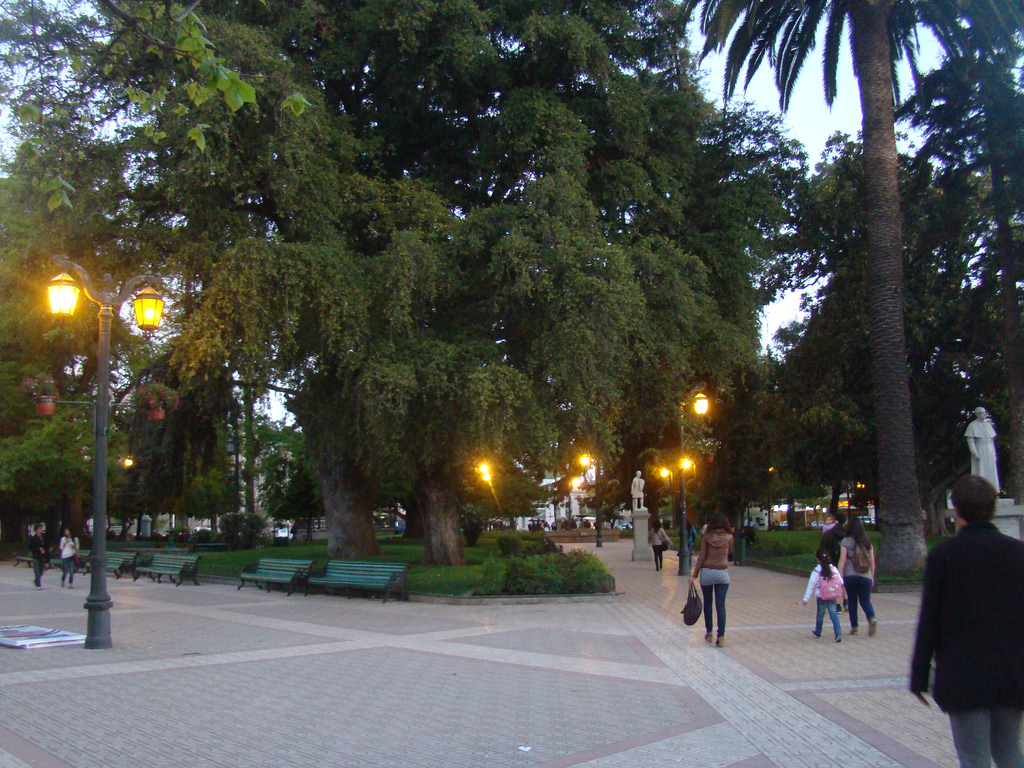
Place d'Armes